# When the Camellia Blooms
When the Camellia Blooms (동백꽃 필 무렵?, Dongbaek-kkot pil muryeopLR) è una serie televisiva sudcoreana trasmessa su KBS2 dal 18 settembre al 21 novembre 2019. Internazionalmente è distribuita da Netflix.
Con una media di share del 14,83%, è stato il secondo drama coreano più visto del 2019 (dietro a Yeolhyeolsaje di SBS TV). When the Camellia Blooms è stata lodata da pubblico e critica per la produzione e la recitazione degli attori, e recensita favorevolmente per la trama solida e la combinazione inedita di commedia romantica e thriller. Ha ricevuto 10 candidature ai Baeksang Arts Award, vincendone quattro: Gran premio per la televisione, Miglior sceneggiatura, Miglior attore a Kang Ha-neul e Miglior attore di supporto a Oh Jung-se; si è inoltre aggiudicata diverse statuette ai KBS Drama Award, tra cui il Gran premio a Gong Hyo-jin.

## Trama
La madre single Oh Dong-baek apre un bar, il Camellia, nella cittadina di Ongsan, dove affronta diverse sfide e incontra persone caratteristiche mentre cerca di adattarsi alla vita di paese. Sei anni dopo fa conoscenza con Yong-sik, un giocoso agente di polizia che dichiara di amarla. Nel frattempo, un famigerato assassino decide di fare di Dong-baek la sua prossima vittima: Yong-sik si trova quindi a giostrarsi tra il corteggiamento della donna, alle prese con i suoi doveri di madre single e lavoratrice, e le indagini.

## Personaggi e interpreti
- Oh Dong-baek, interpretata da Gong Hyo-jin
- Hwang Yong-sik, interpretato da Kang Ha-neul
- Kang Jong-ryul, interpretato da Kim Ji-seok
- Jessica/Park Sang-mi, interpretata da Ji Yi-soo
- No Gyu-tae, interpretato da Oh Jung-se
- Hong Ja-young, interpretata da Yeom Hye-ran
- Choi Yang-mi/Choi Go-woon, interpretata da Son Dam-bi
- Kang Pil-gu, interpretato da Kim Kang-hoon
- Kwak Deok-soon, interpretata da Go Doo-shim
- Byun Bae-soo, interpretato da Jeon Bae-soo
- Jo Jung-sook, interpretata da Lee Jung-eun